# 澄清湖

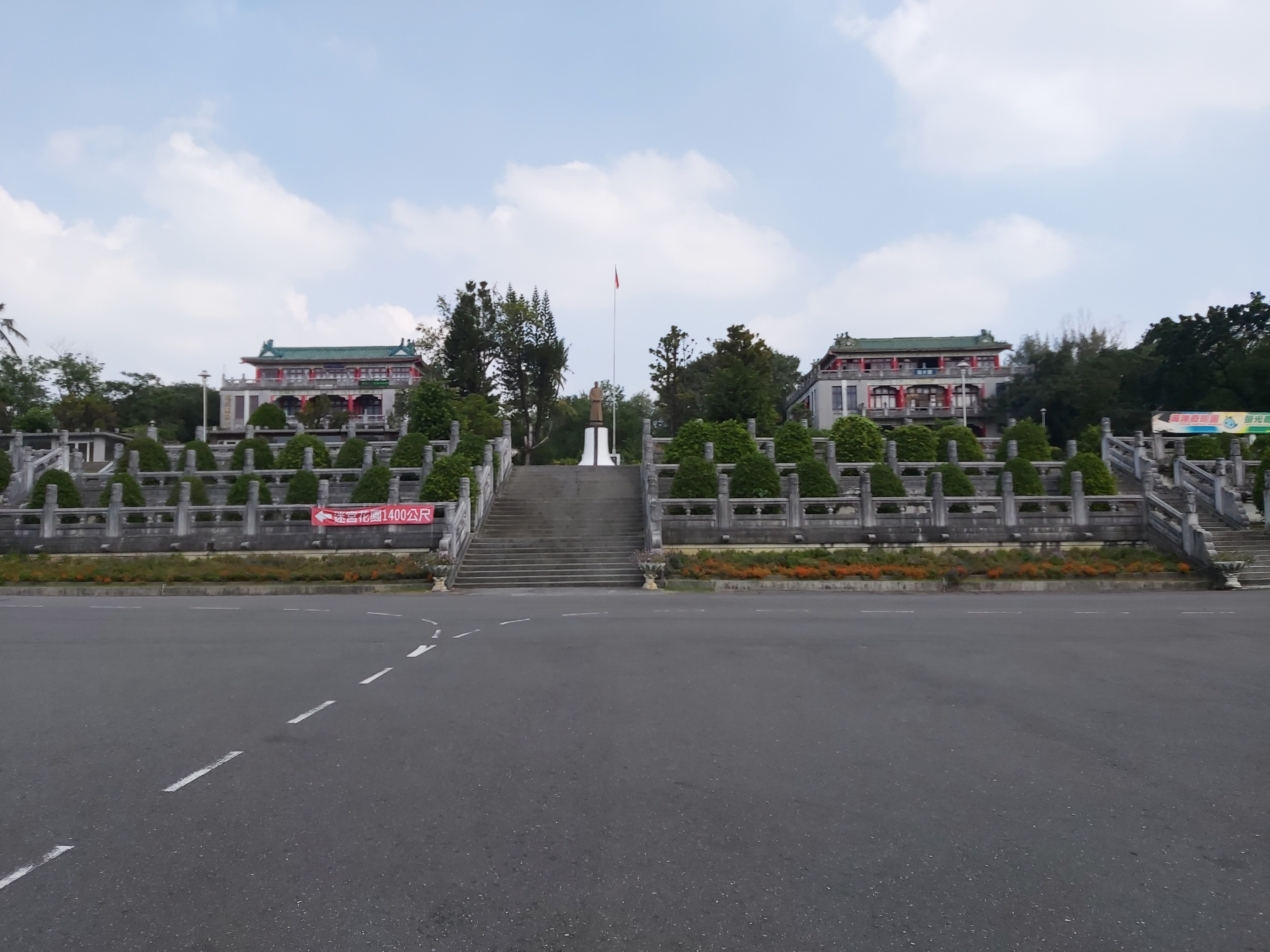
澄清湖遊客中心（舊水族館）

澄清湖，又稱大埤湖、大貝湖，位於臺灣南部高雄市鳥松區，為高雄市的第一大湖，是高雄地區主要水庫、提供高雄地區用水、亦是著名的風景區、觀光景點，輪廓像隻大象。水庫有效容量為263萬立方公尺，水位17.8公尺，由臺灣自來水公司第七區管理處負責管理及維護工作，而澄清湖風景區則交由高雄市政府管理與維護。在澄清湖側邊原有另一個小湖，名為小埤湖，目前已經填平並改建為長庚醫院和澄清湖棒球場。

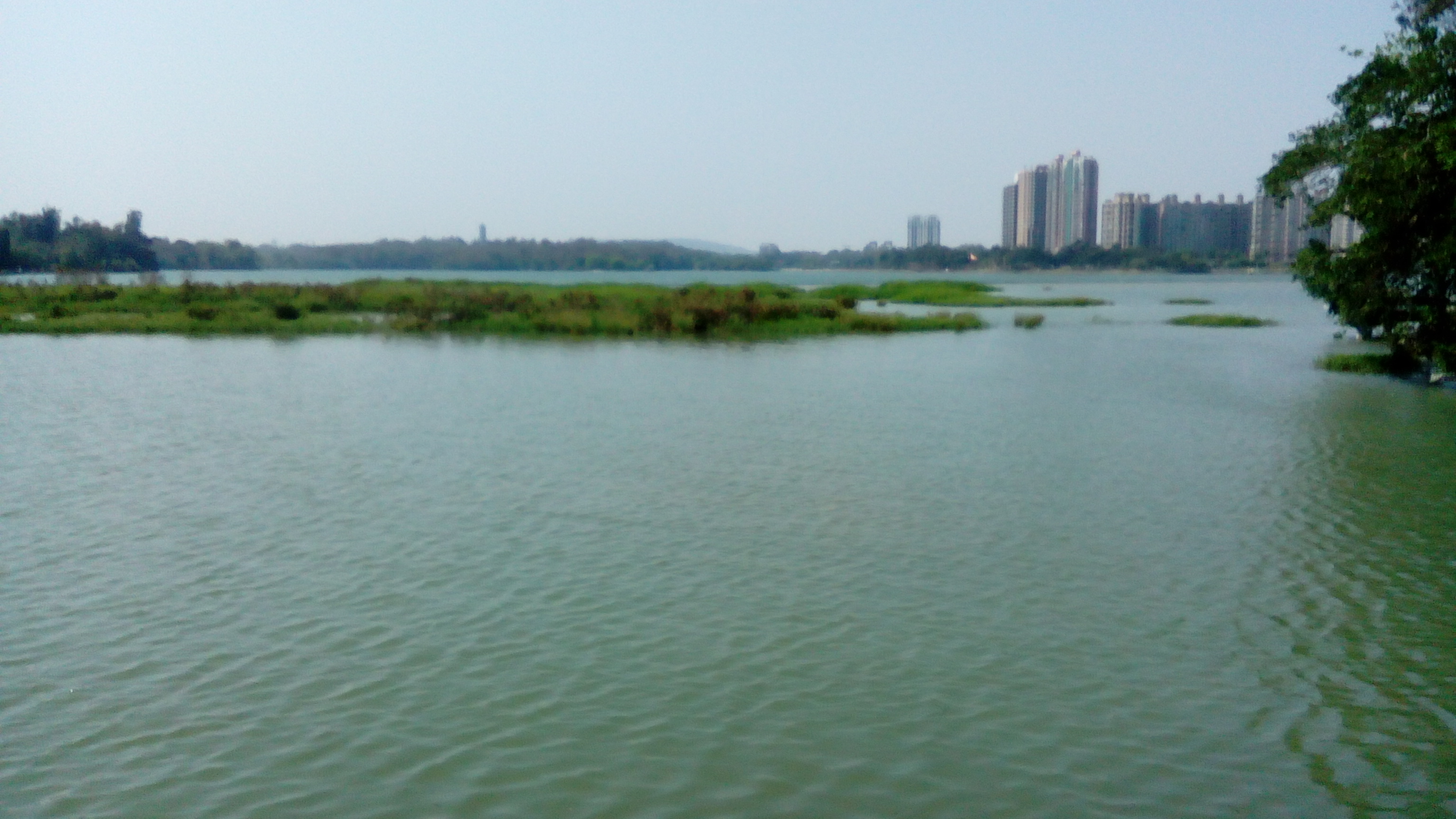
澄清湖一隅

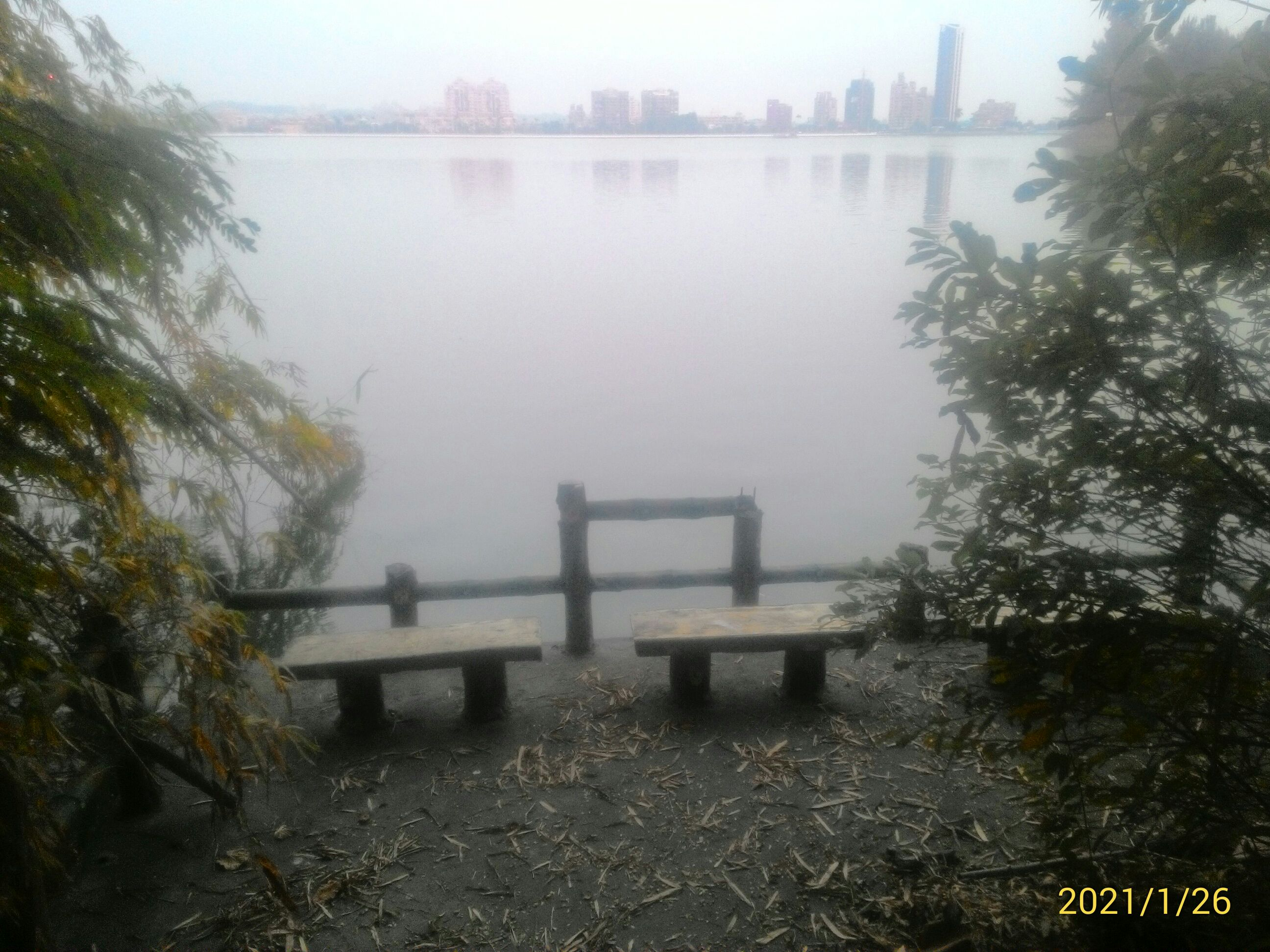
澄清湖零距離觀湖區

## 歷史
澄清湖是曹公圳灌溉系統的一部分，初為調節農田灌溉之用的埤塘，故稱「大埤」。至日軍發動太平洋戰爭，因應軍事及重工業生產用水需要，於1940年開始利用曹公圳，將原水引儲湖內，並增建供水設備，輸送到高雄前鎮獅甲一帶工廠使用。
二戰結束，中華民國國軍抵臺後派兵防守，依大埤湖之名定名「大貝湖」，先後曾有中華民國陸軍與中華民國海軍陸戰隊於大貝湖跑馬地營區駐紮。
1963年，蔣中正南巡驛駐湖畔，指示易名「澄清湖」，但地方仍慣稱大埤湖。在澄清湖內，現在仍然留有蔣中正舊居澂清樓，供人參觀。
1987年，與日本秋田縣田澤湖締結為姐妹湖，日方致送「辰子飛翔」噴泉雕像予澄清湖。
2025年7月，澄清湖風景區管理機關從自來水公司第七區管理處改為高雄市政府代管、全面免收入園費（汽機車入園費另計）、逐步拆除圍牆與增設人行步道。

## 景觀

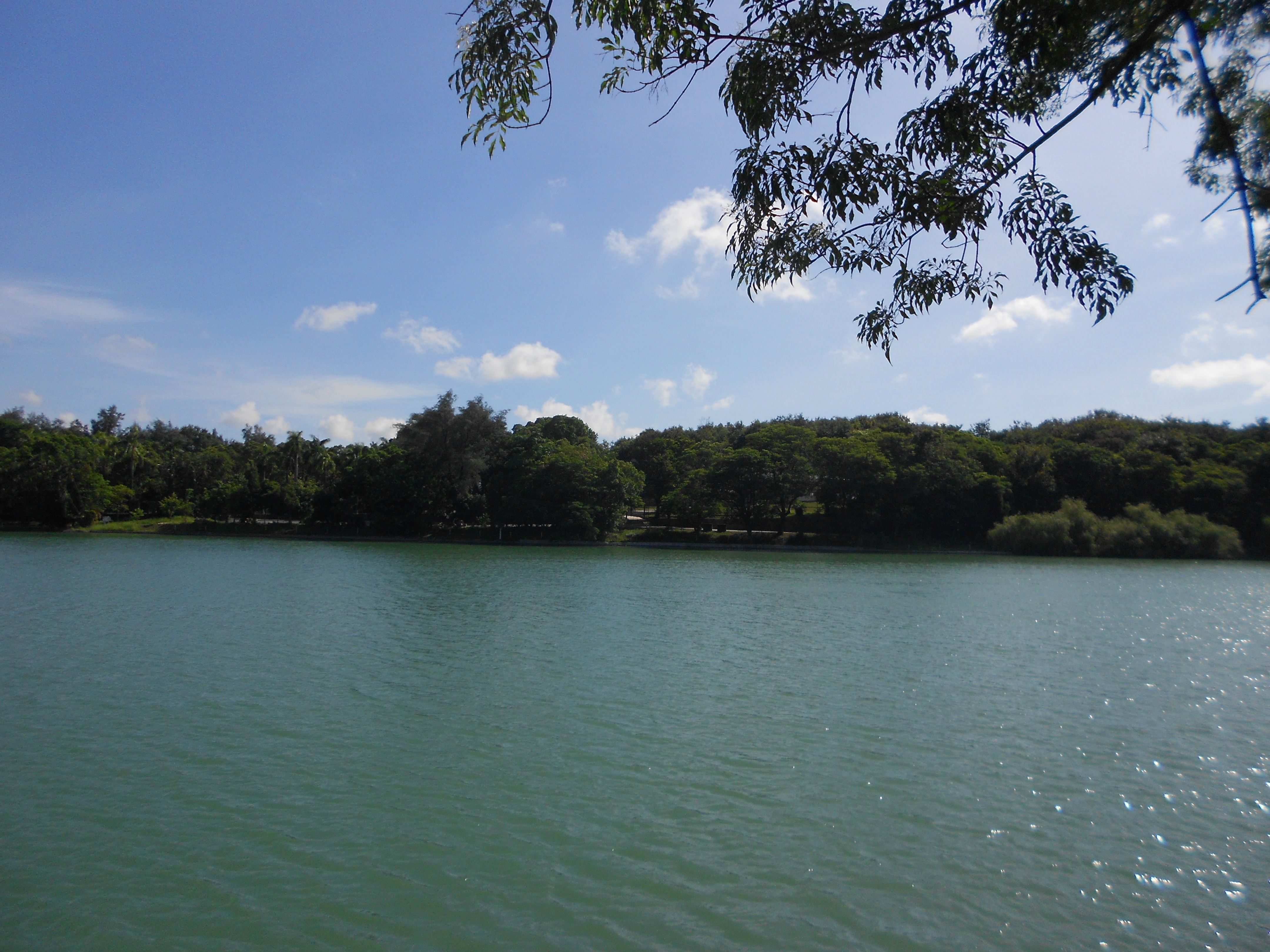
澄清湖湖畔

澄清湖風景區具體可分為水源、風景、遊憩三個區域，其中以「三橋」﹑「六勝」﹑「八景」著稱。
- 三橋：九曲橋﹑鵲橋﹑吊橋。
- 六勝：自由亭﹑更上臺﹑豐源閣﹑百花岡﹑富國島﹑千樹林。
- 八景：「梅隴春曉」（大門樓）﹑「曲橋釣月」（九曲橋）﹑「柳岸觀蓮」（西岸道路）﹑「高丘望海」（中興塔）﹑「深樹鳴禽」（千樹林）﹑「湖山佳氣」（國軍忠靈塔）﹑「三亭攬勝」（有如亭、淡如亭、清如亭）﹑「蓬島湧金」（得月樓）。[8]

除此另有螢光奇緣秘境、兒童樂園、幸福花園、陶然閣、雙蓮亭、烤肉區等設施或美景，園區每年吸引約百萬人前往參觀。
澄清湖內的富國島是具有紀念性意義的景點，民國38年以後，中華民國國軍由黃杰將軍率領的部隊駐紮在越南富國島，屢次擊敗越共的侵犯，而且積極開發當地的農漁產業。民國42年，政府將這支部隊遷回國內（見富台部隊），並以澄清湖小島命名「富國島」，立碑紀念。該島與湖岸有橋連接，島上有紀念碑，島外側有涼亭建築思源亭。
澄清湖亦獲選為2009年世界運動會的23個比賽場館之一，用以進行「原野射箭」、「定向越野」兩項賽事。

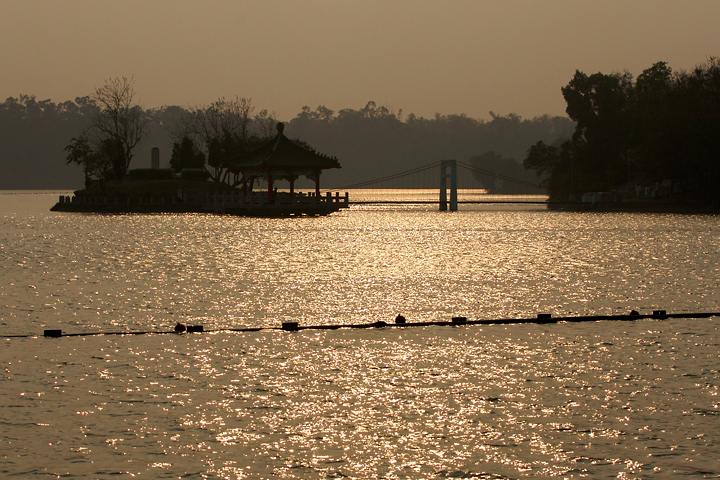
大貝湖
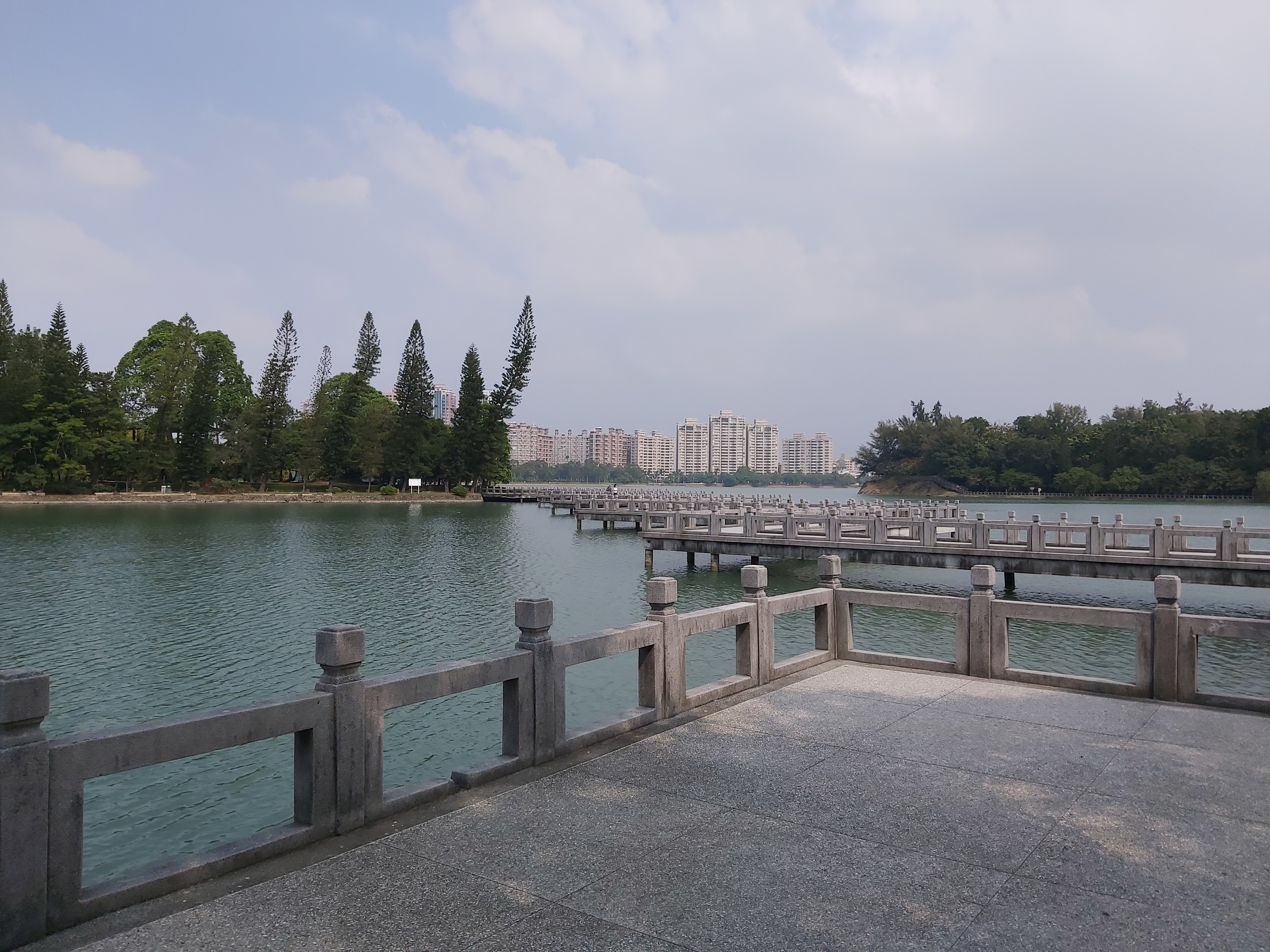
澄清湖九曲橋
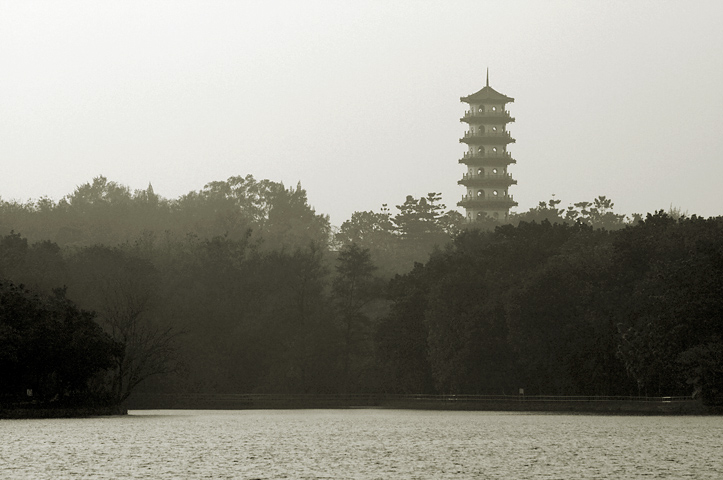
中興塔遠景
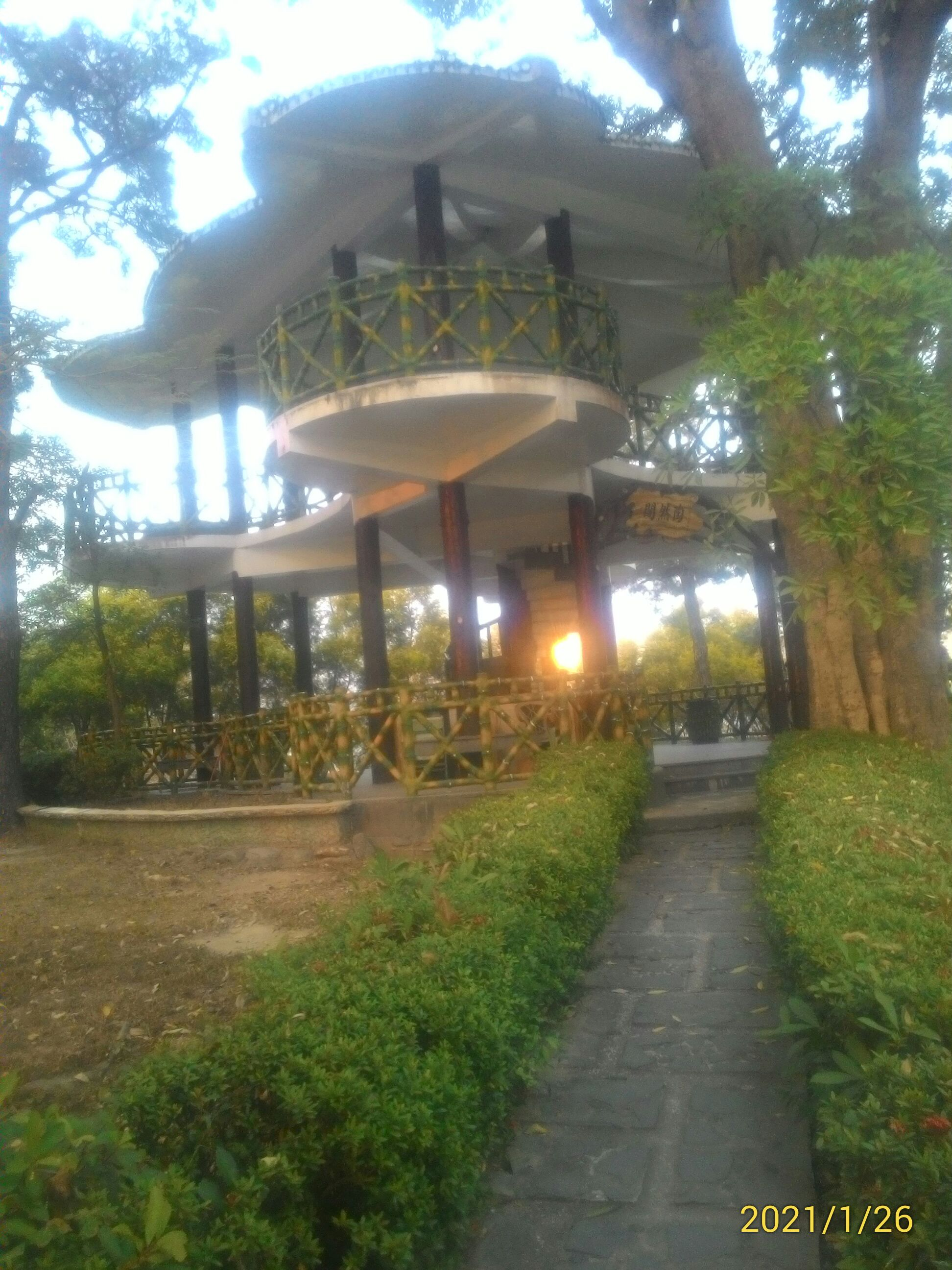
澄清湖陶然閣
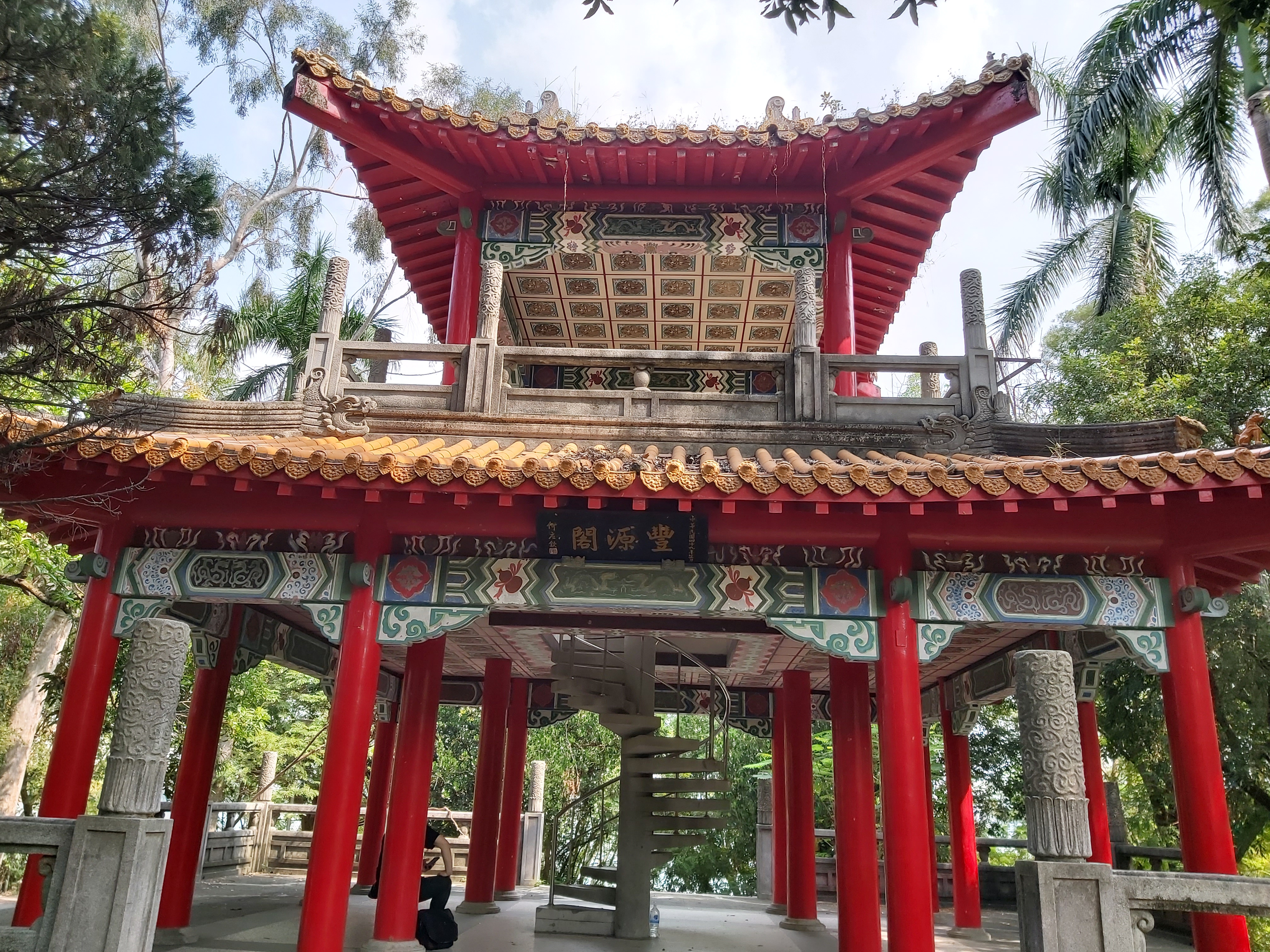
豐源閣
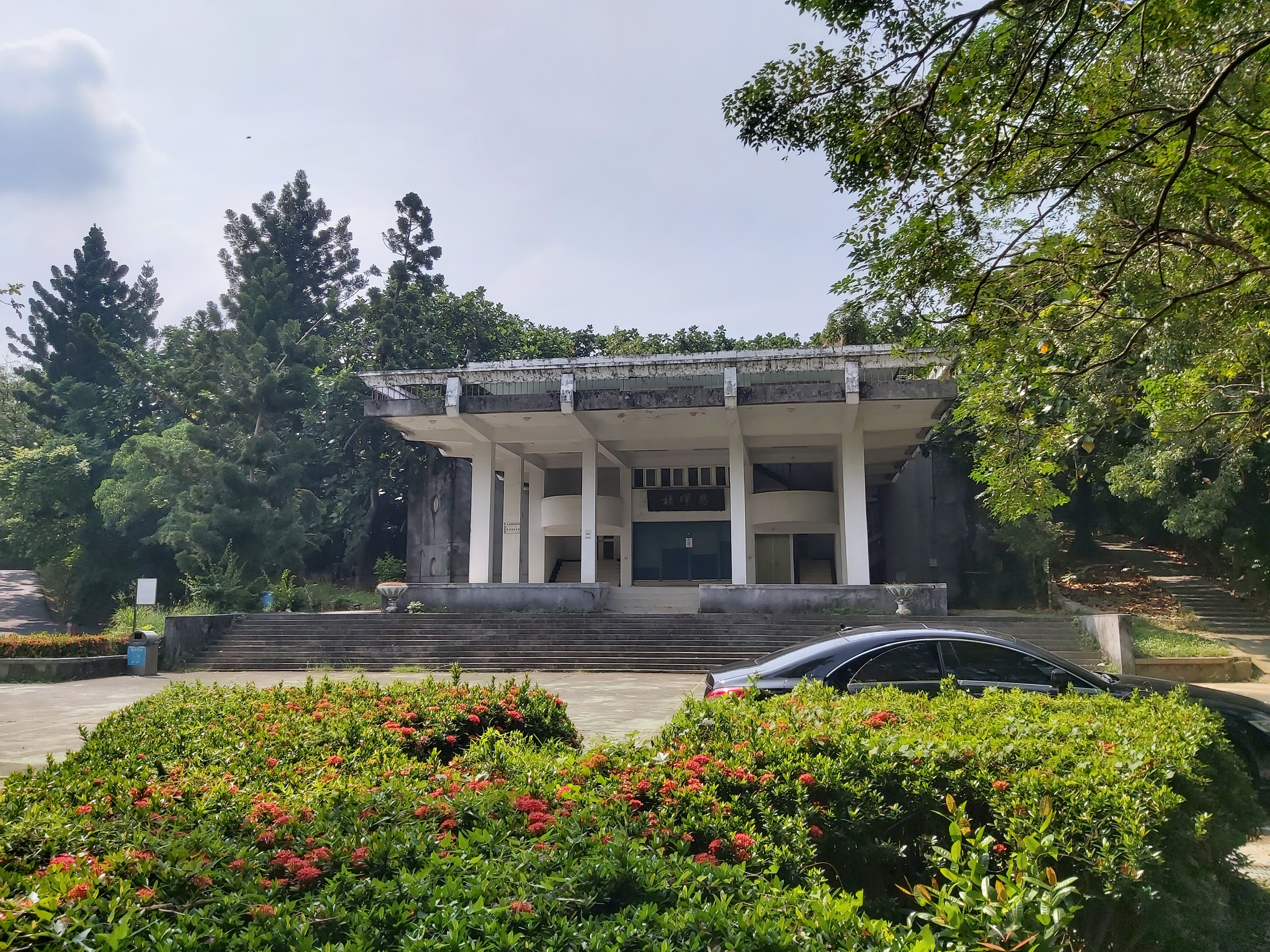
慈暉樓
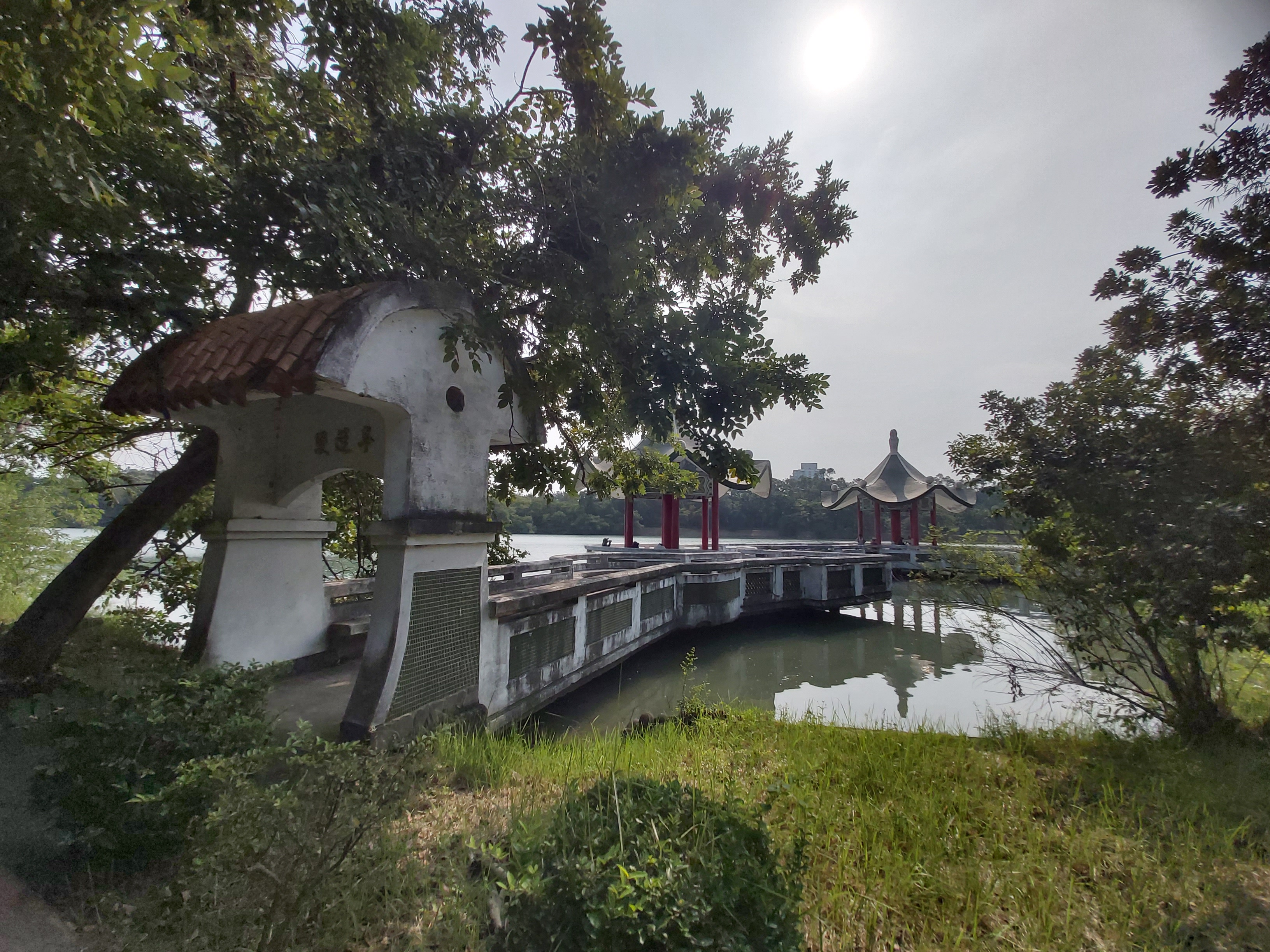
雙蓮亭
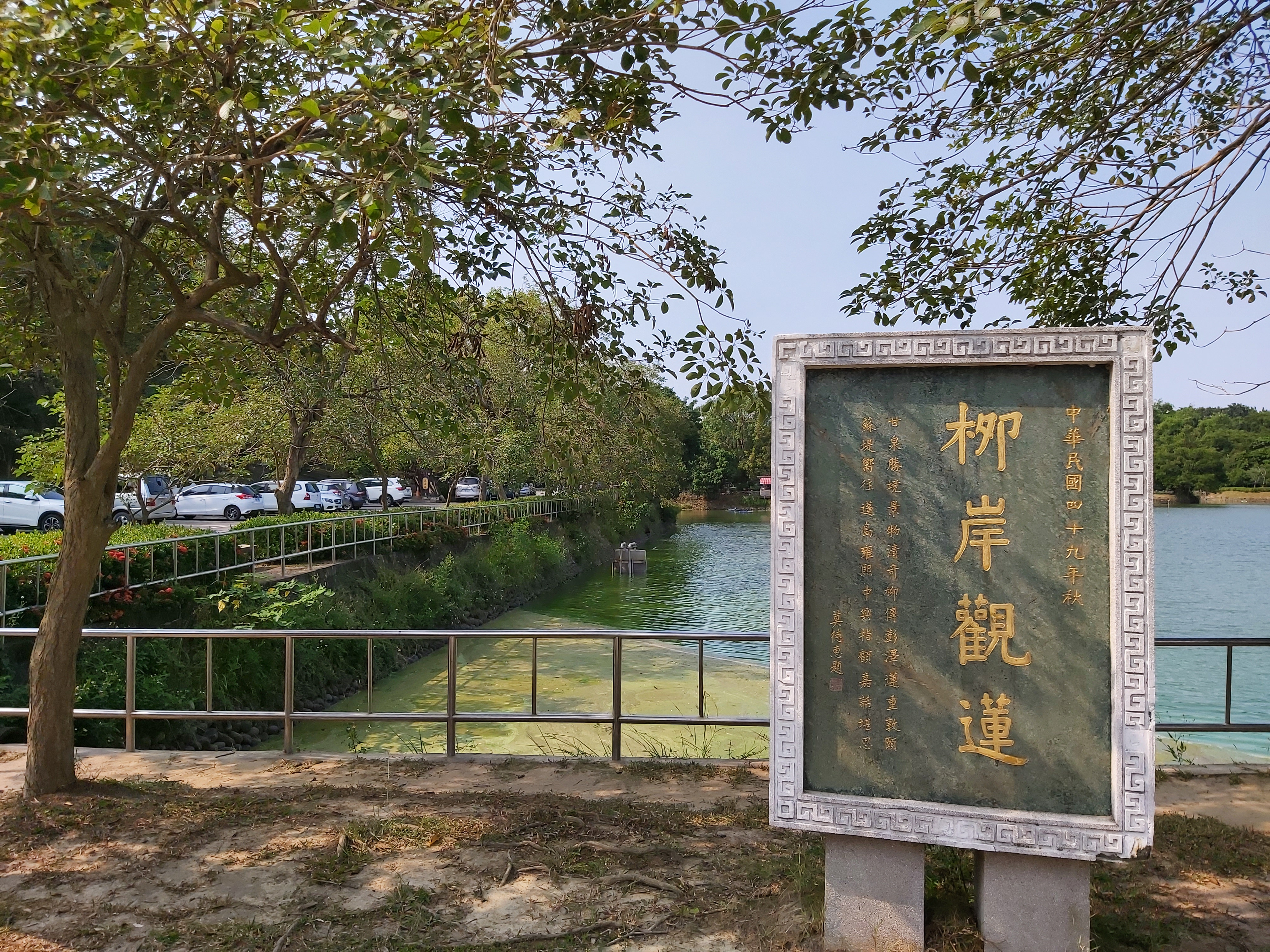
柳岸觀蓮
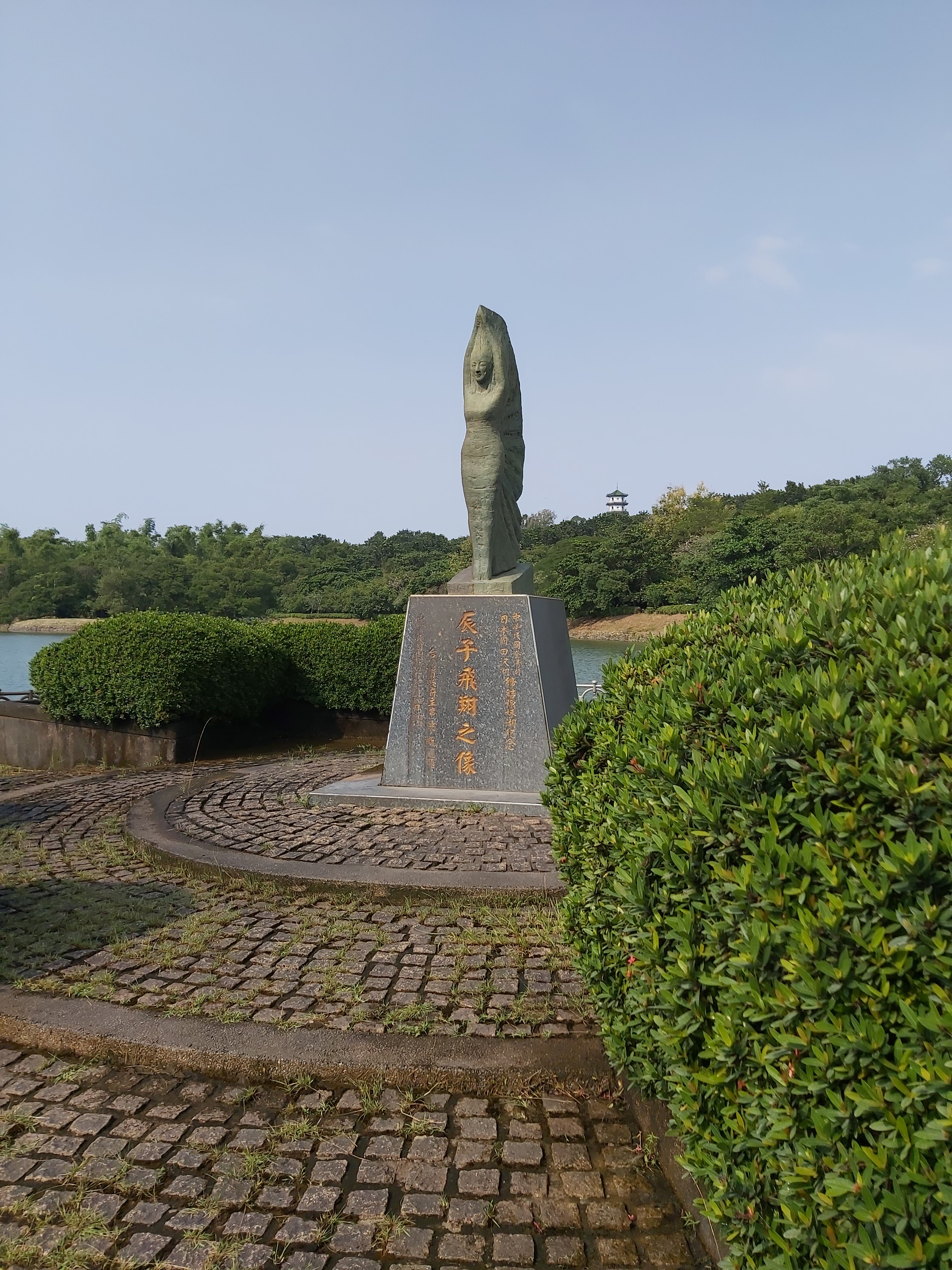
辰子飛翔之像
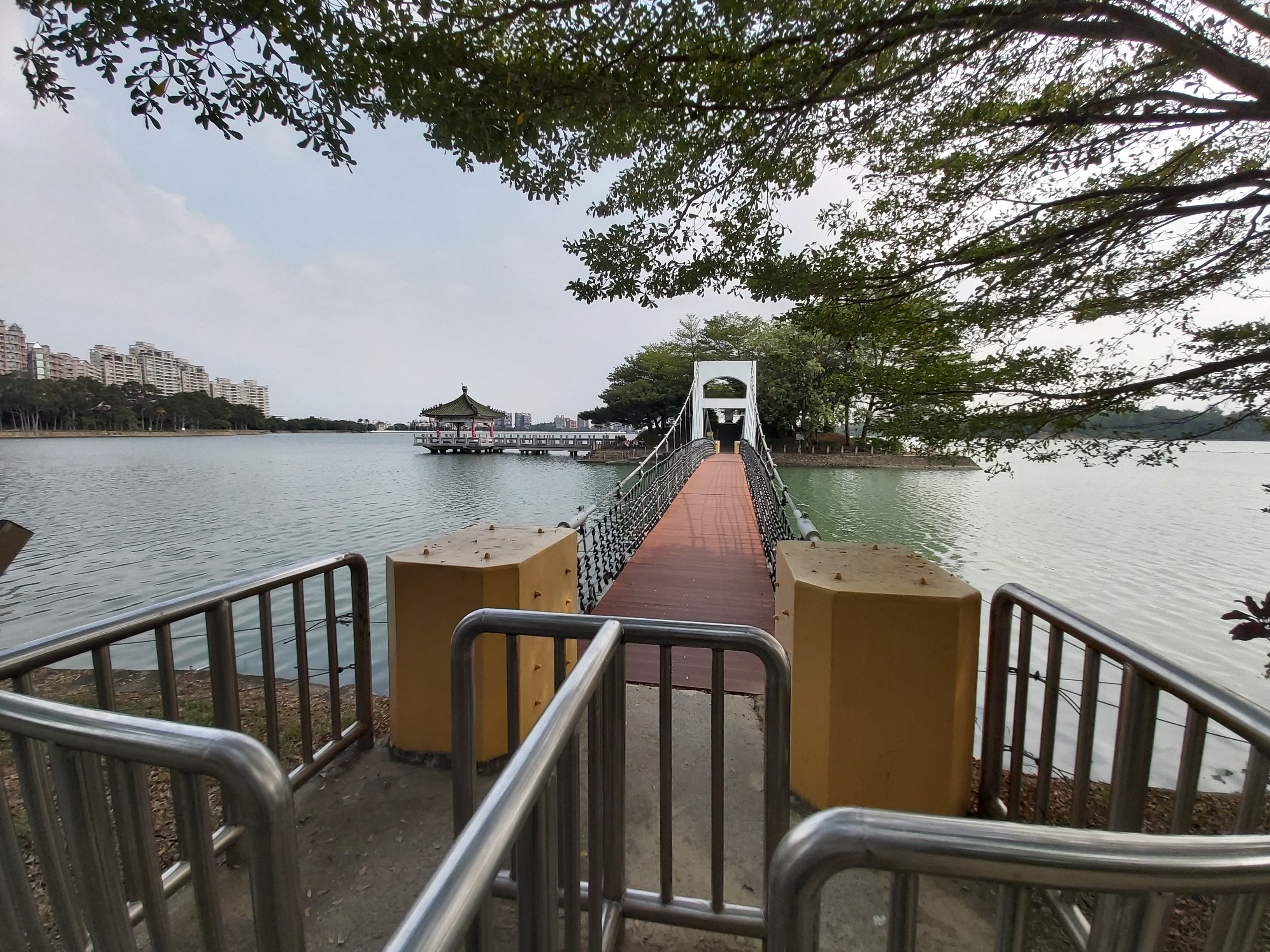
富國島
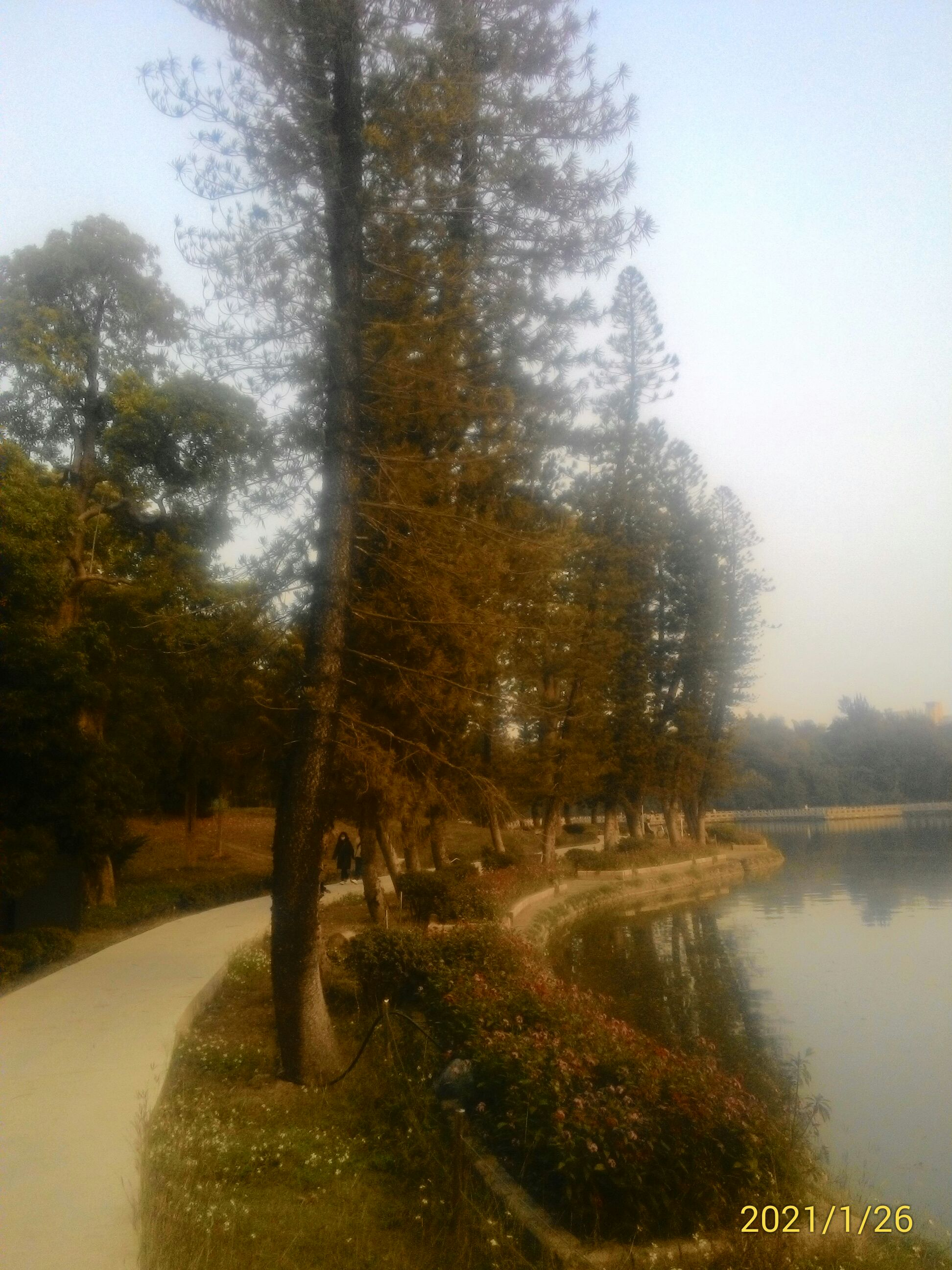
澄清湖西畔的南洋杉
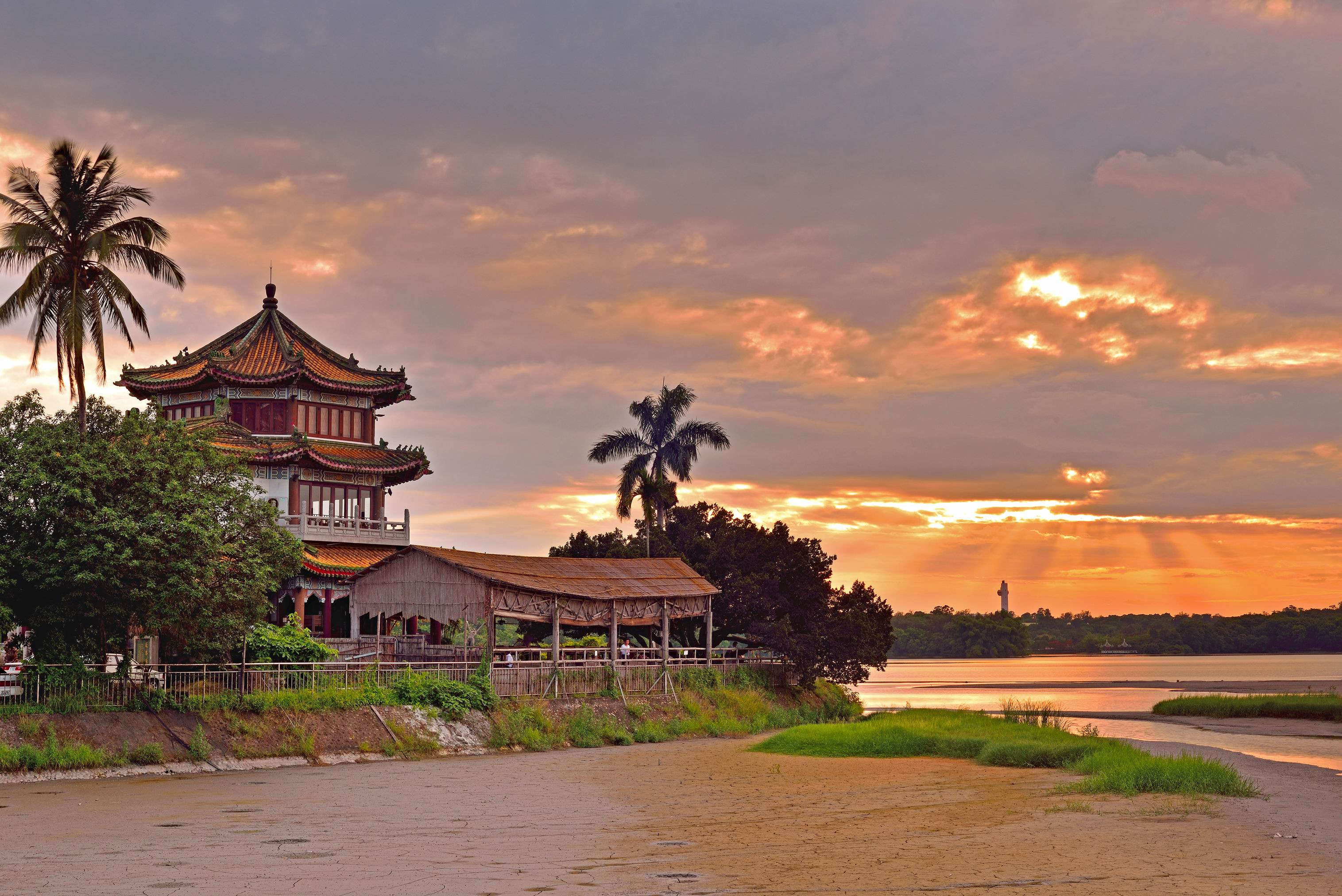
得月樓

## 交通資訊

### 公車
站牌名為“澄清湖”、“正修科大（澄清湖）”

### 公共自行車
- 高雄市公共自行車租賃系統：
  - 正修科技大學：澄清路840號（左側人行道）
  - 澄清湖：大埤路/澄清路（西北角）
  - 澄清湖（兒童園區）：澄清湖兒童園區停車場內
  - 澄清湖（海洋奇珍園）：澄清湖海洋奇珍園旁停車場內
  - 澄清湖（仁智亭）：澄清湖仁智亭前停車場內
  - 澄清湖（後門）：澄清湖後門入口處左方
  - 澄清湖（第一停車場）：澄清湖第一停車場內
  - 三亭攬勝：文前路/三亭攬勝（對側）

## 週邊
- 高雄圓山大飯店
- 正修科技大學
- 高雄捷運黃線澄清湖(正修科大)站
- 長庚醫院高雄分院
- 高雄捷運黃線高雄長庚醫院站(車站編號為Y04站，又稱為長庚醫院站)
- 澄清湖棒球場

## 外部連結
- 澄清湖 交通部觀光局 （页面存档备份，存于）
- 澄清湖風景區  高雄旅遊網 （页面存档备份，存于）
- 澄清湖風景區官方網站 （页面存档备份，存于）